# شارلوت غوردون كامينغ
شارلوت غوردون كامينغ (بالإنجليزية: Charlotte Gordon Cumming)‏ هي مغنية مؤلفة بريطانية، ولدت في 2 فبراير 1958 في اسكتلندا في المملكة المتحدة.